# 铁拳政策
铁拳政策，又名铁拳行动，是由以色列国防军在1985-2000年南黎巴嫩冲突期间及第一次巴勒斯坦大起义期间针对巴勒斯坦及黎巴嫩特定目标展开的一系列袭击。此政策得名于以色列总理沙米尔于1983年作出的一项声明，声明中声称“中东人民应该意识到，如果以色列被激怒了，其和平之手将会变为为打击恐怖主义而生的一双铁拳，这双铁拳在彻底消灭恐怖主义之前绝不会松开。”此政策是导致以色列在黎巴嫩的军事失败及最终从黎巴嫩撤军的重要因素之一。

## 背景
在1982年以色列入侵并占领黎巴嫩南部之后，占领黎巴嫩南部的以色列国防军便成为了南黎巴嫩多个反对占领的武装组织的目标。作为回应，在不断往黎以边境线方向撤退时，以色列国防军也针对被其怀疑应对上述攻击负责的对象展开报复。此政策的目的是消灭对以色列对黎巴嫩占领的抵抗。

## 历史

### 南黎巴嫩
在以色列于2月16日从西顿地区撤军3天后，3名以军士兵被伏击身亡。以此为借口，以色列开始了针对南黎巴嫩反以抵抗运动的镇压。镇压开始于对Bourj Rahel的袭击（截至1985年3月23日，此地共遭遇了包括此次在内的27次袭击）。袭击的手段主要包括不时突袭什叶派村庄，整日戒严，以及禁止平民在特定地区之间旅行。次政策实行的第一周内就已造成15名黎巴嫩人死亡，22人受伤。据当地村民声称，以军将堆积起来的谷物掀开，又将不同种类的谷物搅浑以使其丧失其用途，还将《古兰经》撕毁。
据罗伯特·菲斯克声称，3月4日，由以军在马拉卡清真寺安防的一枚炸弹爆炸，造成15人死亡，其中仅有莫哈迈德·萨阿德和哈利勒·吉拉迪两人的身份得到确认。一队装备两台挖掘机，三辆坦克，50辆APC以及三十辆其他型号的军车的以军在两天前袭击了这座村庄，并搜查了那座清真寺。3月11日，什叶派村庄兹拉利亚赫遭到一次大规模袭击，造成40人死亡，其中的确包括一部分阿迈勒运动成员，但大部分都是平民。3月12日，美国召开联合国安理会会议，强烈谴责以色列的这一政策。截至1985年3月23日，此政策已导致超过100名黎巴嫩人死亡，其中包括2名CBS 电影剧组成员，40幢房屋被毁。

### 约旦河西岸
1985年8月4日，为针对巴勒斯坦人对以色列占领西岸的抵抗，以色列民族团结内阁宣布在约旦河西岸被占巴勒斯坦领土实行铁拳政策。至1985年年末，125名巴勒斯坦人被施以不超过6个月的拘留。7月29日之前两个月中8名以色列人的死亡促使以色列当局下定决心，要在约旦河西岸也实施铁拳政策。此外，将西岸及加沙地带的巴勒斯坦人驱逐入约旦及黎巴嫩境内也曾在政策范围内。此种驱逐在1985年8月至1986年4月近一年间导致36名巴勒斯坦人被驱逐。

## 令见
- 兹拉利亚赫突袭